# Stazione di Algeri
La stazione di Algeri (in arabo محطة قطار الجزائر‎?; in francese Gare d'Alger) è la principale stazione ferroviaria della capitale algerina. Situata nei pressi del porto, e poca distanza dallo storico quartiere della Casba capolinea delle linee per Orano e Skikda.

## Storia
La stazione fu costruita su progetto dell'architetto Charles Frédéric Chassériau e inaugurata il 15 agosto 1862.